# Liste spanischer Erfinder und Entdecker
Die Liste spanischer Erfinder und Entdecker ist eine Liste von Erfindern und Entdeckern aus Spanien in alphabetischer Reihenfolge des Familiennamens.

## A
- Hernando de Alarcón: Seefahrer im Pazifik, Baja California
- Diego de Almagro: Konquistador
- Gonzalo de Alvarado: Konquistador, Gründer San Salvadors
- Hernando de Alvarado: Konquistador Nordamerika, entdeckte den Pecos

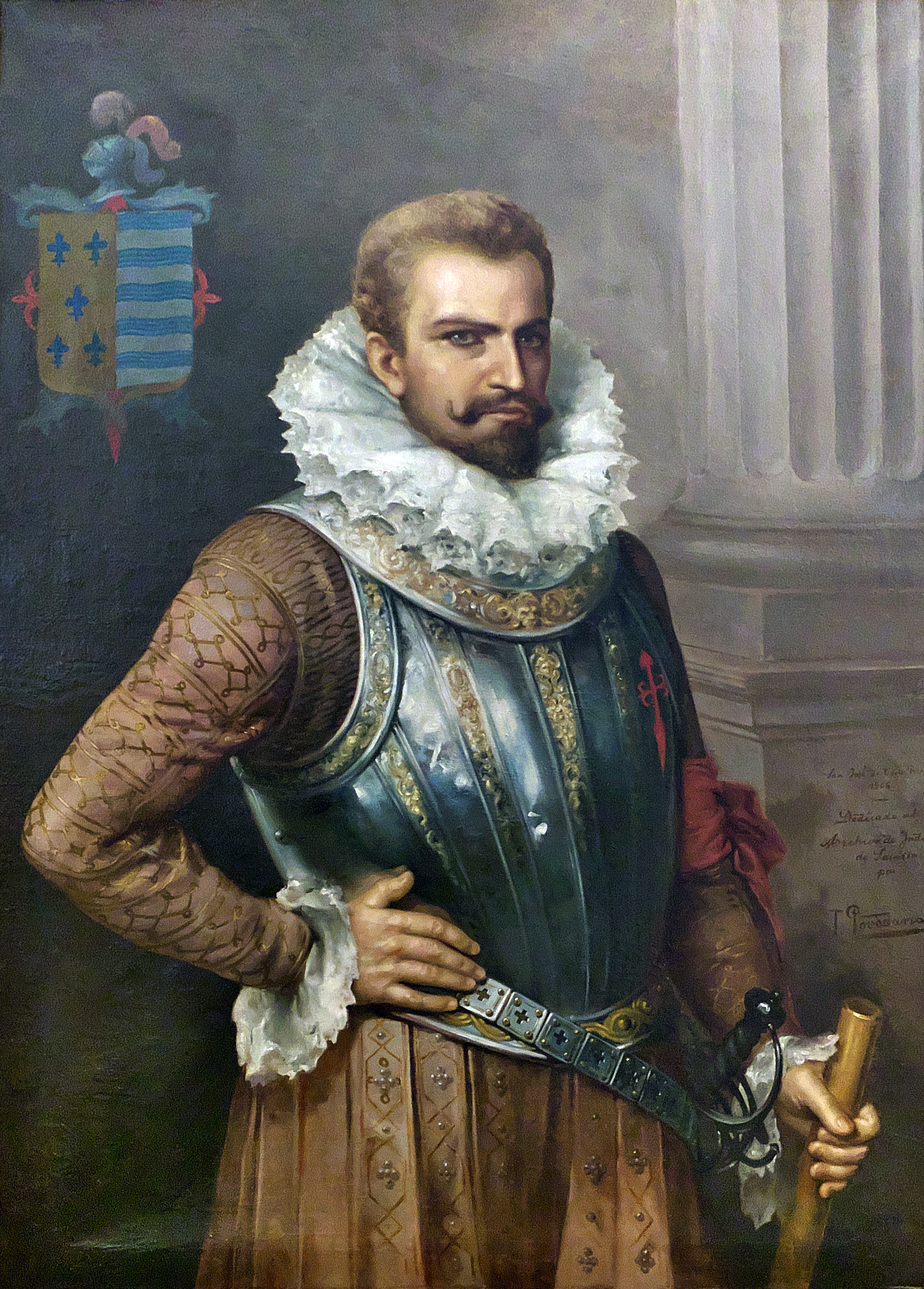
Pedro de Alvarado

- Pedro de Alvarado: Konquistador Mexiko, Begleiter Cortez’
- Lope de Aguirre: Konquistador in Südamerika, El Dorado, Orinoko
- Alonso de Arellano: erste West-Ost-Überquerung des Pazifik
- Pedro Menéndez de Avilés: Gründer von St. Augustine und erster Gouverneur Floridas
- Juan de Ayala: Kalifornien, erschloss die San Francisco Bay
- Félix de Azara: La-Plata-Länder

## B
- Domingo Badía y Leblich: Orient

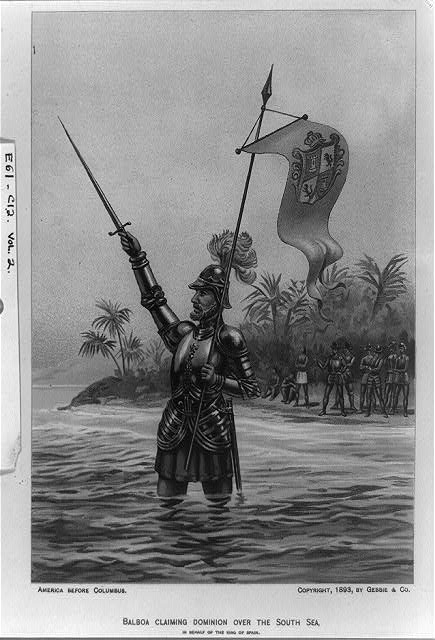
Balboa entdeckte das „Südmeer“ (den Pazifik), 1513

- Vasco Núñez de Balboa: entdeckte in Panama den Pazifik
- Sebastián de Belalcázar, (oder Benalcázar): Konquistador und Schatzsucher (El Dorado)
- Juan Francisco de la Bodega y Quadra: Pazifischer Nordwesten

## C
- Santiago Ramón y Cajal: Nobelpreis in Anerkennung der Arbeiten über die Struktur des Nervensystems (gemeinsam mit Camillo Golgi)
- García López de Cárdenas: Entdecker des Grand Canyon
- Gabriel de Castilla: Südpolarmeer
- Juan de la Cierva: Pionier des Hubschrauberbaus – Autogiro
- Francisco Vásquez de Coronado: erforschte Neumexiko und den Südwesten Amerikas

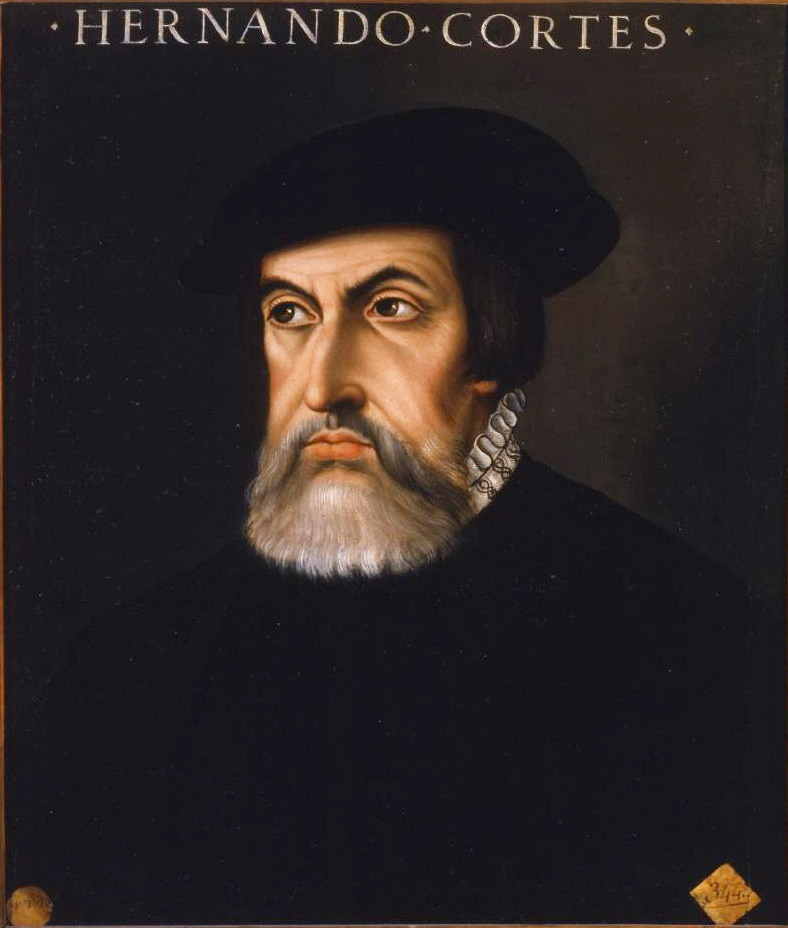
Hernán Cortés

- Hernán Cortés: eroberte das Aztekenreich, entsandte Expeditionen nach Baja California
- Juan de la Cosa: Karibik, Mittelamerika

## D
- Pedro Arias Dávila: Mittelamerika
- Melchior Díaz: Konquistador, Südwesten Nordamerikas

## E
- Narcis Monturiol i Estarriol: dampfgetriebenes U-Boot
- Juan Sebastián Elcano: vollendete die erste von Magellan begonnene Weltumseglung
- Raimondo Lorenzo d’Equevilley: Pionier des U-Boots

## F
- Juan Fernández Ladrillero: südamerikanische Westküste, Entdecker der Juan-Fernández-Inseln
- Alejandro Finisterre: Tischfußball 1937

## G
- Blasco de Garay: Raddampfer-Schaufelrad, Dampfschiff 1543 (unsicher)
- Martín de Goiti: Eroberer Manilas, Philippinen
- José Luis López Gómez: Publikumspreis des Europäischen Erfinderpreises 2013 – Erfindung, bei Hochgeschwindigkeitszügen statt einer Standardachse eine einzigartige „unabhängig geführte“ Radkonstruktion zu verwenden

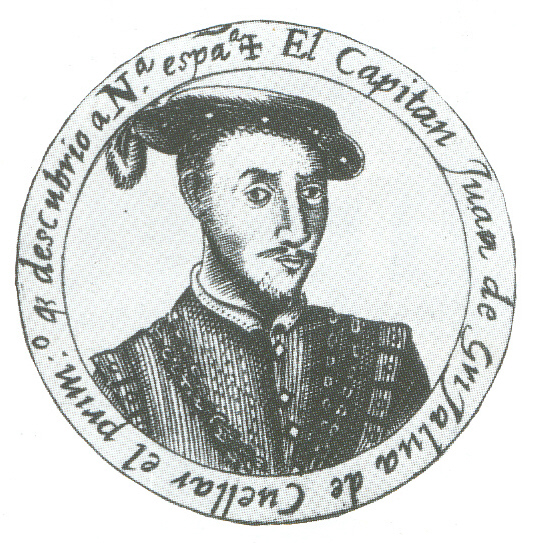
Juan de Grijalva

- Juan de Grijalva: Entdecker Yucatáns und der Azteken

## H
- Francisco Hernández de Córdoba († 1517): Yucatán
- Francisco Hernández de Córdoba (ca. 1475–1526): Konquistador und Gründer Nicaraguas
- Francisco de Hoces: Südspitze Feuerlands, Drakestraße
- Alonso de Hojeda: Seefahrer, Karibik, Venezuela

## I
- Manuel Iradier: Wasserzähler, typografisches Verfahren

## J
- Gonzalo Jiménez de Quesada: Entdecker Kolumbiens und Venezuelas, Gründer von Bogotá
- Manuel Jalón: Raumfahrtingenieur und Unternehmer; Wischmopp

## K

Christoph Kolumbus

- Christoph Kolumbus (Italien/Spanien): Seefahrer, Entdecker Amerikas

## L
- Juan Fernández Ladrillero: Erforschung der Magellanstraße 1557
- Miguel López de Legaspi: Erforscher der Philippinen und Mexiko
- Juan Ponce de León: Konquistador in Puerto Rico, Nordamerika
- García Jofre de Loaísa: Seeweg zu den Gewürzinseln via Atlantik und Pazifik
- García López de Cárdenas: Südwesten Nordamerikas

## M
- Alvaro de Mendaña de Neyra: Seefahrer, Entdecker der Salomonen und der Marquesas
- Francisco de Montejo: Konquistador in Yucatán

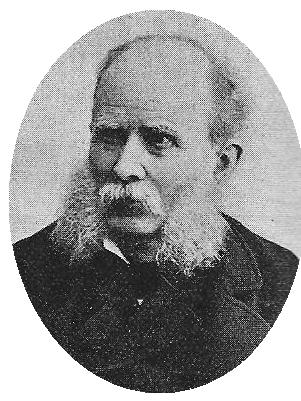
Narcís Monturiol, 1880

- Narcís Monturiol: Ictíneo II, U-Boot mit mechanischem Antrieb

## N
- Pedro Navarro: Pulverminen
- Pánfilo de Narváez: Florida
- Diego de Nicuesa: Panama
- Marcos de Niza: Geistlicher, Nordamerika
- Bartolomé García de Nodal: Seefahrer
- Álvar Núñez Cabeza de Vaca: Mexiko

## O
- Sebastián de Ocampo: Seefahrer, erste Umsegelung Kubas, Entdeckung des Golfs von Mexiko
- Severo Ochoa: Nobelpreis für die Entdeckung des Mechanismus in der biologischen Synthese der RNA und der DNA (gemeinsam mit Arthur Kornberg)
- Alonso de Ojeda: Seefahrer, Guyana und Trinidad
- Cristóbal de Olid: Konquistador, Mexiko und Honduras
- Francisco de Orellana: Konquistador, Südamerika, Amazonasgebiet
- Íñigo Ortiz de Retez: Neuguinea

## P
- Alberto Palacio: Schwebefähre (mit Ferdinand Arnodin) 1893
- Isaac Peral: Pionier des U-Boots
- Alonso Álvarez de Pineda: Seefahrer, Golf von Mexiko
- Martín Alonso Pinzón: Seefahrer, Karibik
- Vicente Yáñez Pinzón: Seefahrer, Karibik, Brasilien

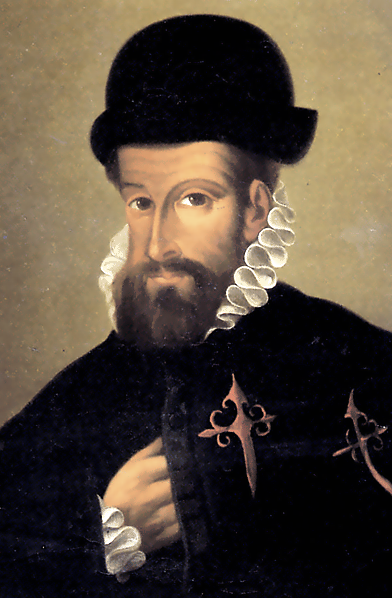
Francisco Pizarro, der Eroberer des Inkareichs in Peru

- Francisco Pizarro: Konquistador, Inkareich
- Gonzalo Pizarro: Konquistador, Inkareich
- Hernando Pizarro: Konquistador
- Juan Ponce de León: Florida
- Gaspar de Portolá: Soldat und Politiker, Kalifornien

## Q

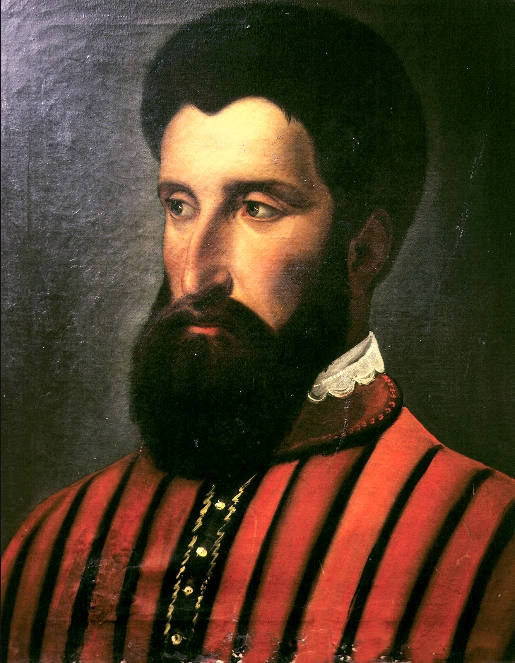
Gonzalo Jiménez de Quesada

- Gonzalo Jiménez de Quesada: Konquistador, Kolumbien und Chibchareich

## R
- Diego Ribero (Portugal/Spanien): Wasserpumpe

## S
- Alvaro de Saavedra: Seefahrer, Karolinen, Marshall-Inseln und Neuguinea
- Juan de Salcedo: Philippinen
- Pedro Sarmiento de Gamboa: Seefahrer, Salomonen und Magellanstraße
- Michael Servetus: erste Beschreibung des Lungenkreislaufs 1553
- Hernando de Soto: Seefahrer und Konquistador, erforschte den Südosten der heutigen USA

## T
- Luiz Váez de Torres: befuhr als erster die Torresstraße zwischen Neuguinea und Australien
- Benjamin von Tudela: Weltreisender, Orient (v. a. Naher Osten)

## U
- Francisco de Ulloa: Niederkalifornien
- Andrés de Urdaneta: Seefahrer, Pazifikroute Philippinen–Mexiko

## V
- Pedro de Valdivia: Konquistador, Peru, Chile
- Lucas Vázquez de Ayllón: Konquistador, Osten der heutigen USA

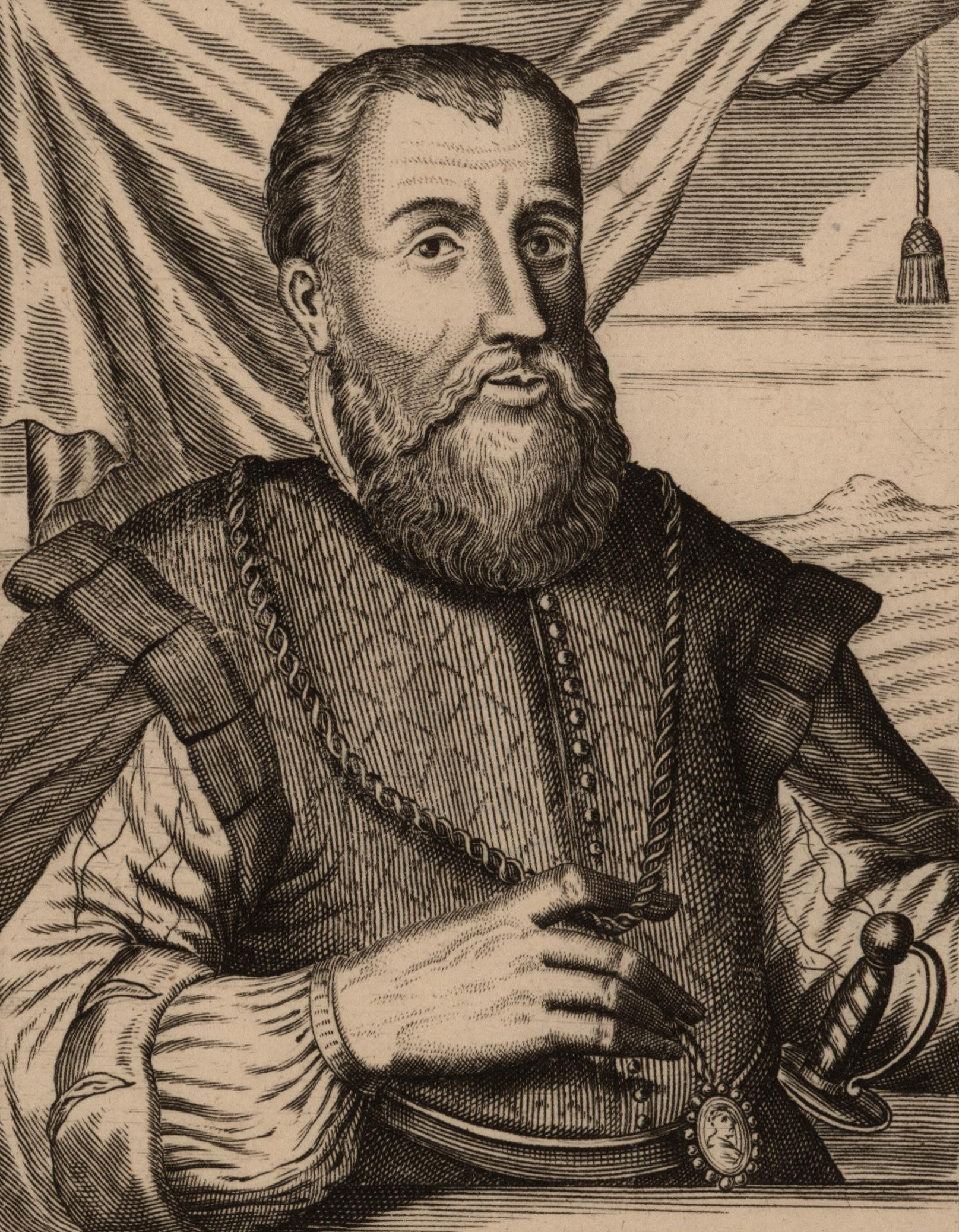
Diego Velázquez de Cuéllar

- Diego Velázquez de Cuéllar: Eroberer und erster Gouverneur Kubas
- Ramón Verea: Konstrukteur von Rechenmaschinen
- Ruy López de Villalobos: erforschte den Pazifik und die Philippinen
- Sebastián Vizcaíno: Seefahrer und Diplomat, Mexiko, Kalifornien, Japan

## X
- Franz Xaver: als Missionar weite Reisen durch Indien und Japan